# Ida Bons
Ida Bons, née à Schiedam le 4 mars 1940 , est une actrice néerlandaise qui tient principalement des rôles comiques.

## Biographie
En 1962, Ida Bons débute au théâtre avec la compagnie Nieuw Rotterdams Toneel et joue des rôles occasionnels dans des séries télévisées et des téléfilms. Après 1965, elle joue presque exclusivement au cinéma et à la télévision. Dans les années 1970 et 1980, elle n'a plus que de petits rôles à la télévision, avant de presque disparaître.
Également active dans le doublage, elle est notamment les voix de Annika et de tante Pastellia pour la version néerlandaise de Fifi Brindacier. Son dernier rôle date de 1993.
Sa famille étant inquiète d'être sans nouvelles de l'actrice, elle est en 2010 une personne recherchée dans l'émission télévisée Vermist, une émission cherchant soit à résoudre des affaires criminelles, soit à retrouver des personnes disparues, mais tout rentra en ordre.

## Filmographie partielle
- 1964 : Plantage Tamarinde (nl)
- 1968 : Les Ennemis de Hugo Claus
- 1985 : La Chair et le Sang de Paul Verhoeven